# Гуржий, Фёдор Павлович
Фёдор Павлович Гуржий  (25 ноября 1914 — 16 апреля 2011) — участник Великой Отечественной войны, наводчик 76-мм орудия, гвардии старшина, полный кавалер ордена Славы.

## Биография
Гуржий Фёдор Павлович родился в селе Андреевка-Клевцово, ныне село Искра Великоновосёлковский район Донецкой области Украина в крестьянской семье. Украинец. Окончил 3 класса (1925). Работал в колхозе. В Красной Армии с 1936—1939 и с 1941. На фронте в Великой Отечественной войне с октября 1943 года.

### Плен
После учебки молодой Гуржий оказался первым номером расчета самой маленькой пушки советского вооружения — сорокапятки. Она известна под прозвищем «Смерть врагу — конец расчету». В боях под Киевом его с напарником-односельчанином взяли в плен. Самые ужасные воспоминания — из лагеря…

-Каждый день у нас вывозили мертвых… Еды практически не было. Повезло, что начали водить на работу: грузить мешки с песком на железнодорожные составы. Оттуда мы смогли сбежать. Пролезли под составом, когда конвоир отвернулся. Почти месяц добирались домой…— Интервью ко Дню победы 

### Подвиги
Наводчик 76-мм орудия 91-го гвардейского стрелкового полка 33-й гвардейской стрелковой дивизии 51-й армии 4-й Украинский фронт. Гвардий рядовой Гуржий Ф. П. 19 апреля 1944 в ходе боя в районе населенного пункта Мекензиевы Горы (5 км севернее г. Севастополь, Крым, РСФСР) после выхода из строя расчета орудия с ездовым обеспечил смену огневой позиций. Был ранен, но поле боя не покинул. 14 мая 1944 награждён орденом Славы 3 степени.
Расчет 76-мм орудия 91-го гвардейского стрелкового полка (33-я гвардейская стрелковая дивизия 2-я гвардейская армия 1-й Прибалтийский фронт), где наводчиком был гвардий сержант Гуржий Ф. П., 5 октября 1944 при прорыве вражеской обороны у населенного пункта Шадвидзе (9 км сев. -вост. г. Кельме, Литва) разбил 2 пулемета, автомобиль с боеприпасами. 1 декабря 1944 награждён орденом Славы 2 степени.
Наводчик 76-мм орудия 91-го гвардейского стрелкового полка (33-я гвардейская стрелковая дивизия (39-я армия, 3-й Белорусский фронт) тов. Гуржий Ф. П. 30 января 1945 в бою около населенного пункта Метгетен (Восточная Пруссия, ныне в черте г. Калининград) при отражении контратаки пехоты и танков противника вместе с другими номерами расчета уничтожил 2 противотанковые пушки, 4 пулемета, рассеял и уничтожил свыше взвода вражеской пехоты, чем содействовал успеху боя. 19 апреля 1945 награждён орденом Славы 1 степени.

«Орден Славы I степени несколько лет назад у меня украл аферист, представившийся студентом-историком…» — говорит Федор Гуржий.— Интервью ко Дню победы 
Старшина Гуржий Ф. П. демобилизован в июле 1946. Вернулся в родное село. Работал трактористом в колхозе «Заря коммунизма». Награждён орденом Отечественной войны 1 степени в 1985 году, медалями.
Умер 16 апреля 2011 года. Похоронен на кладбище села Искра Великоновосёлковский район Донецкой области Украина.

## Семья
- супруга Гуржий (Олексенко) Анна Андроновна (19.03.1918-10.04.2001)
- дети Гуржий Владимир Фёдорович, Гуржий Борис Федорович.

## Награды

### СССР
- Орден Отечественной войны I степени
- Ордена Славы 1, 2, 3 степеней
- медаль «За доблестный труд. В ознаменование 100-летия со дня рождения Владимира Ильича Ленина»
- медаль «За Победу над Германией в Великой Отечественной войне 1941—1945 гг.»
- медаль «Двадцать лет победы в Великой Отечественной войне 1941—1945 гг.»
- медаль «Тридцать лет победы в Великой Отечественной войне 1941—1945 гг.»
- медаль «Сорок лет победы в Великой Отечественной войне 1941—1945 гг.»
- Юбилейная медаль «50 лет Победы в Великой Отечественной войне 1941—1945 гг.»
- Медаль Жукова
- Юбилейная медаль «60 лет Победы в Великой Отечественной войне 1941—1945 гг.»
- Юбилейная медаль «65 лет Победы в Великой Отечественной войне 1941—1945 гг.»
- юбилейная медаль «30 лет Советской Армии и Флота»
- юбилейная медаль «40 лет Вооруженных Сил СССР»
- юбилейная медаль «50 лет Вооруженных Сил СССР»
- юбилейная медаль «60 лет Вооруженных Сил СССР»
- юбилейная медаль «70 лет Вооруженных Сил СССР»

### Украины
- Орден Богдана Хмельницкого II степени (2010)[1]
- медаль «Защитнику Отчизны»
- Юбилейная медаль «60 лет освобождения Украины от фашистских захватчиков»

## Память
Имя Героя носит улица в селе Искра.